# 金用在
金 用在（キム・ヨンジェ、朝鮮語: 김용재、1912年12月30日 - 1958年1月31日）は、日本統治時代の朝鮮および大韓民国のジャーナリスト、政治家。制憲韓国国会議員。
元国会議員の金顕煜と元江北区庁長の金顕豊は息子。

## 経歴
日本統治時代の忠清南道唐津郡（現・唐津市）出身。唐津公立普通学校、礼山公立農業中学校卒。中央日報瑞山支局長、精米業者、穀物検査員を歴任した。光復後は帰還同胞唐津郡相助会顧問・常務理事、大韓独立促成国民会唐津郡支部長、民主日報・現代日報・大韓日報唐津郡支局長、大韓労働総連盟・大韓労農唐津郡連盟副委員長、大同青年団唐津郡支団部後援会会長、国会議員、大韓証券取引所常任監事を務めた。
1958年1月31日午後、忠清南道庁の知事室で当時の忠清南道知事の閔丙琪と会談していた際に突然倒れ、救急搬送されるも心臓麻痺により死去。享年47。当時、金は第4代総選挙の準備中であった。